# 中島清
中島 清（なかじま きよし、1883年10月6日 - 1966年12月19日）は、ドイツ文学者、翻訳家。
佐賀県佐賀市生まれ。1905年早稲田専門学校卒。独逸語専修学校などでドイツ語を学び翻訳家として活動。1924年『世界文学』に参加。1934年ブラジルへ渡り、サンパウロで日本人教育に当たる。1939年ドイツへ渡るが第二次世界大戦勃発で帰国。戦後1950年北海道大学講師としてドイツ語を教え、1954年退職。

## 著書
- 亡国行 別題・内膳と勝頼 聚英閣 1924
- ゲーテの生涯 四条書房 1933
- 日独は予言す 紙硯社 1943
- 評伝ゲーテの生涯 上巻 東京玄文社 1949

## 翻訳
- 山守 ルウドヰヒ 精華書院 1911.9 (独逸文芸)
- 復活の日 イブセン 中島清 1913
- 労働者セヰリオフ ミハアイル・アルツイバーセフ 金桜堂書店 1914 (パンテオン叢書)
- ワグネル歌劇集 新潮社 1920
- ユウディット ヘツベル 新潮社 1921
- ヴィルヘルム・マイステル ゲエテ 世界文芸全集 新潮社 1921
- 復活 トルストイ 新潮社 1921
- タンホイゼル・ロオエングリン ワグネル 新潮社 1922.8
- カザノーファの帰郷 アルトゥル・シュニッツレル 金星堂 1923 (全訳名著叢書)
- ゾアナの異端者 ゲルハルト・ハウプトマン 金星堂 1923
- ヴィルヘルム・マイステルの修行時代 ゲーテ全集 第5,6巻 聚英閣 1924
- ヴィルヘルム・マイステルの遍歴時代 ゲーテ全集 第12巻 聚英閣 1924
- ファウスト 第1,2部 ゲーテ 世界文豪代表作全集 刊行会 1927-1928
- サアニン 上巻 アルツイバアセフ 新潮社 1935

## 参考
- 「ドイツ文学翻訳家 中島清」上村直己